# 瀨戶內海放送
株式會社瀨戶內海放送（日语：／ Setonaikai Hōsō */?）開播于1969年4月1日。其總部位于香川縣高松市和岡山縣岡山市，播出地域為岡山縣和香川縣。簡稱KSB。英文名稱Setonaikai Broadcasting Co.Ltd.。呼出訊號為JOVH-DTV。為朝日電視台系列聯播網ANN的成員。

## 外部連結
- KSB瀨戶內海放送 （页面存档备份，存于）
- KSB廣報的X（前Twitter）
- YouTube上的KSB瀨戶內海放送官方頻道
- 瀨戶內海放送主播的Instagram帳戶

34°20′30.9″N 134°1′48.1″E / 34.341917°N 134.030028°E